# رایان روتمن
رایان روتمن (انگلیسی: Ryan Rottman؛ زادهٔ ۱۷ مارس ۱۹۸۴) هنرپیشه اهل ایالات متحده آمریکا است. وی از سال ۲۰۰۷ میلادی تاکنون مشغول فعالیت بوده‌است.
از فیلم‌ها یا برنامه‌های تلویزیونی که وی در آن نقش داشته‌است می‌توان به خانه خرگوشی، باشگاه پسران بیلیونر اشاره کرد.